# Memorijalni i edukacijski centar književnika Ante Kovačića
Memorijalni i edukacijski centar književnika Ante Kovačića', skup objekata u mjestu Oplaznik i općini Marija Gorica, zaštićeno kulturno dobro.

## Opis
Kompleks s kraja 20. i početka 21. stoljeća, u Oplazniku, na adresi Ulica Ante Kovačića 2.	

## Zaštita
Pod oznakom P-5593 zavedena je kao memorijalno dobro - pojedinačno, pravna statusa zaštićena kulturnog dobra, klasificirano kao "kulturno-povijesna cjelina".